# Wilbur Glenn Voliva
Wilbur Glenn Voliva, född 10 mars 1870 i  Indiana, USA, död  11 oktober 1942 i Florida, var en kontroversiell amerikansk pastor och kyrkoledare.
1894 tog Voliva examen vid Union Christian College i Merom, Indiana och blev pastor inom trossamfundet Christian Church.
1898 anslöt han sig till helandeförkunnaren John Alexander Dowie och utnämndes till äldste inom dennes kyrka, Christian Catholic Church (CCC) i Zion, Illinois. 1901 flyttade han till Australien för att leda kyrkans arbete där.
I september 1905 drabbades Dowie av en stroke och bad Voliva att återkomma och leda församlingen i Zion under hans konvalescensperiod på Jamaica. När Voliva anlände till Zion i februari 1906, deklarerade församlingen att man saknade fortsatt förtoende för Dowie och utsåg Voliva till hans efterträdare.
Voliva bytte omgående namn på kyrkan Christian Catholic Apostolic Church in Zion som under hans ledning allt mer utvecklades till en sekt. Voliva höll hård kontroll över staden Zion och dess 6 500 invånare, han till och bestämde vem som skulle gifta sig med vem. 
Voliva lade till en rad nya läror till kyrkans förkunnelse. Från 1914 gjorde han sig till exempel vida känd genom att envist hävda att jorden var platt. 
 
Detta lärdes ut i stadens skolor och spreds via kyrkans radiostation som han startade 1923. 
Voliva ägnade sig gärna åt apokalyptiska spekulationer och förutsade vid fem tillfällen att jorden skulle gå under: 1923, 1927, 1930, 1935 och 1943, utan att vid något tillfälle bli sannspådd.
Under den stora depressionen efter Wall Street-kraschen gick Zion Industries i konkurs och 1937 försattes Voliva även i personlig konkurs och tvingades lämna styret över staden Zion. Han uppehöll sig därefter huvudsakligen i Florida där han gjorde fåfänga försök att skapa en ny fundamentalistkoloni. Sedan han fått diagnosen dödlig cancer höll han ett ångerfullt offentligt avsked inför sina anhängare i vilket han bad om ursäkt för att bland annat ha använt kyrkans medel för en överdådig privat livsföring. Snart därefter dog Voliva och kyrkan upplöstes.